# Вера Јанковић
Вера П. Јанковић Николова (Скопље, 16. децембар 1922 – Београд, 21. јануар 2003) је била професор и писац прозе и поезије за децу.

## Биографија
Рођена је 16. децембра 1922. године у Скопљу као кћер Петра Јанковића, грађевинског инжењера и мајке Јелене, рођене Захо. Своје цинцарско порекло Вера води од мајке Јелене, чији је отац био Периклес Захо, гвожђарски трговац из Београда. Периклова сестра Ленка је била удата за Лазара Пачуа.
После развода својих родитеља, када је имала три године, прешла је да живи са мајком у Београд. Вера је основну школу завршила у Београду. Више разреде гимназије похађала је у интернату "Nôtre Mère de Sion" у Бечу, а када је Хитлер ушао у Аустрију прешла је у Скопље где је и матурирала 1941. године. Писмени део матурског испита полагала је у Нишу 1941, а као одличан ученик била је ослобођена усменог дела. Током Другог светског рата удала се за дипл. инжењера Панајота (Марка) Николова (1911-1982).
После рата, од 1946. до 1950. студирала је и дипломирала Француски језик и књижевност на Филолошком факултету у Скопљу 1950. године. Говорила је француски и немачки језик, македонски, а служила се и италијанским.

## Професионални рад
Након завршетка студија предавала је Економској средњој школи у Скопљу за чије је потребе написала уџбеник "Трговачка кореспонденција". Школске 1953/54 као државни стипендиста похађала је докторске студије у Паризу на Сорбони. После пресељења породице у Београд, 1958. радила је на више радних места и пензионисала се као саветник Савезне привредне коморе Југославије. Припадала је српској националности, православне вере, а политички била је демократа. Умрла је 21. јануара 2003. године.